# من نفرت‌انگیز
من نفرت‌انگیز (به انگلیسی: Despicable Me) یک فرنچایز چندرسانه‌ای پویانمایی رایانه‌ای با محوریت گرو، یک شخصیت شرور اصلاح‌شده (که بعداً پدر، شوهر و مأمور مخفی می‌شود) و مینیون‌های زرد رنگ او است. این فرنچایز توسط ایلومینیشن تولید و توسط شرکت مادرش یونیورسال پیکچرز توزیع شده‌است.
این فرنچایز با من نفرت‌انگیز (۲۰۱۰) آغاز شد و که سه دنباله  من نفرت‌انگیز ۲ (۲۰۱۳)، من نفرت‌انگیز ۳ (۲۰۱۷) و من نفرت‌انگیز: ۴ (۲۰۲۴) و دو پیش‌درآمد: مینیون‌ها (۲۰۱۵) و مینیون‌ها: ظهور گرو (۲۰۲۲) دنبال می‌شود. این فرنچایز همچنین شامل بسیاری از فیلم‌های کوتاه، یک برنامهٔ تلویزیونی ویژه، چندین بازی ویدیویی و یک جاذبهٔ پارک موضوعی است. این فرنچایز با فروش بیش از ۳٫۷ میلیارد دلار در گیشهٔ جهانی، پرفروش‌ترین فرنچایز فیلم پویانمایی و پانزدهمین فرنچایز فیلم پرفروش تمام دوران است.

## فیلم‌های بلند

### سری اصلی
| فیلم           | تاریخ انتشار | کارگردان               | کارگردان مشترک | فیلمنامه             | داستان               | تهیه‌کننده                           |
| -------------- | ------------ | ---------------------- | -------------- | -------------------- | -------------------- | ----------------------------------- |
| من نفرت‌انگیز   | ۹ ژوئیه ۲۰۱۰ | کریس رناد و پی‌یر کافین | —              | سینکو پل و کن داوریو | سرخیو پابلوس         | کریس ملداندری، جانت هیلی و جان کوهن |
| من نفرت‌انگیز ۲ | ۳ ژوئیه ۲۰۱۳ | کریس رناد و پی‌یر کافین | —              | سینکو پل و کن داوریو | سینکو پل و کن داوریو | کریس ملداندری و جانت هیلی           |
| من نفرت‌انگیز ۳ | ۳۰ ژوئن ۲۰۱۷ | پیر کافین و کایل بالدا | اریک گیون      | سینکو پل و کن داوریو | سینکو پل و کن داوریو | کریس ملداندری و جانت هیلی           |
| من نفرت‌انگیز ۴ | ۳ ژوئیه ۲۰۲۴ | کریس رنو               | پاتریک دلاژ    | مایک وایت            | مایک وایت            | کریس ملداندری                       |

#### من نفرت‌انگیز (۲۰۱۰)
گرو، یک تبهکار و فرد شرور فوق‌العاده که سه دختر به نام‌های مارگو، ادیت و اگنس را از یک یتیم‌خانه به فرزندی قبول می‌کند تا سعی کند یک پرتو کوچک کننده را از رقیب خود وکتور بدزدد تا ماه را کوچک کرده و بدزدد.

#### من نفرت‌انگیز ۲ (۲۰۱۳)
گرو از سوی لوسی وایلد به لیگ ضد شرور (AVL) استخدام می‌شود تا سعی کند ابرشروری به نام «اِل ماچو» را که طبق گزارش‌ها با سوار شدن روی یک کوسه به داخل یک آتشفشان فعال با ۲۵۰ پوند دینامیت به سینه‌اش کشته شده و جسدش هرگز پیدا نشد، همراه با مینیون‌های شرورش که با استفاده از سرم دزدیده شده «پی‌ایکس-۴۱» به هیولاهای هار و نابودنشدنی تبدیل شده‌اند، شکست دهد.

#### من نفرت‌انگیز ۳ (۲۰۱۷)
گرو با برادر دوقلوی گمشده‌اش درو متحد می‌شود تا دشمن جدیدی به نام بالتازار برات را شکست دهد، یک هنرپیشهٔ کودک سابق و شیفته دهه ۱۹۸۰، که پس از لغو نمایشش پس از نوجوانی، بزرگ و تبدیل به یک شرور می‌شود.

#### من نفرت‌انگیز ۴ (۲۰۲۴)
مکسیم لمول هم‌کلاسی گرو در مدرسه شرور ها که به دست گرو بازداشت شده بود از زندان فرار می‌کند و گرو همراه خانواده‌اش اساس کشی می‌کنند و سازمان AVL با دستگاه های جدیدش به پنج تا از مینیون ها قدرت ها فرا انسانی می‌دهد.

### سری پیش‌درآمد
| فیلم               | تاریخ انتشار  | کارگردان               | کارگردان مشترک              | نویسنده                 | تهیه‌کننده                           |
| ------------------ | ------------- | ---------------------- | --------------------------- | ----------------------- | ----------------------------------- |
| مینیون‌ها           | ۱۰ ژوئیه ۲۰۱۵ | پیر کافین و کایل بالدا | —                           | برایان لینچ             | کریس ملداندری و جانت هیلی           |
| مینیون‌ها: ظهور گرو | ۱ ژوئیه ۲۰۲۲  | کایل بالدا             | برد آبلسون و جاناتان دل وال | برایان لینچ و متیو فوگل | کریس ملداندری، جانت هیلی و کریس رنو |

#### مینیون‌ها (۲۰۱۵)

لوگوی اولین فیلم مینیون‌ها

مینیون‌های کوین، استوارت و باب به دنبال یافتن یک استاد جدید می‌شوند و توسط ابرشرور اسکارلت اورکیل استخدام می‌شوند، که بعداً پس از دزدیدن تاج ملکه الیزابت سعی می‌کند آنها را بکشد.

#### مینیون‌ها: ظهور گرو (۲۰۲۲)
گرو تبهکار ۱۲ ساله سعی می‌کند آنقدر شرور شود که به گروه ابرشرورهای ویشس ۶ بپیوندد. او باید با کمک مینیون‌های خود، ویشس ۶ را پس از دزدیدن یک شی گرانبها متوقف کند.

## فیلم‌های کوتاه
در مجموع ۱۵ فیلم کوتاه از این فرانچایز اکران شده‌اند. سه فیلم کوتاه بر اساس من نفرت‌انگیز (۲۰۱۰) در دسامبر ۲۰۱۰ بر روی دی‌وی‌دی و بلوری منتشر شدند. دی‌وی‌دی و بلوری من نفرت‌انگیز ۲ که در دسامبر ۲۰۱۳ منتشر شد، شامل سه فیلم کوتاه دیگر بود. سه فیلم کوتاه در سال ۲۰۱۵ بر روی بلوری و دی وی دی مینیون‌ها، و یک فیلم کوتاه در بلوری و دی‌وی‌دی من نفرت‌انگیز ۳ (۲۰۱۷) منتشر شد.
فیلم کوتاهی با عنوان ماور مینیون‌ها در سال ۲۰۱۶ با زندگی پنهان حیوانات خانگی اکران شد که اولین فیلم کوتاه مینیون‌ها بود که در سینما اکران شد. دومین فیلم کوتاه تئاتر در سال ۲۰۱۸ با گرینچ (۲۰۱۸) منتشر شد، در حالی که یک فیلم دیگر در دی‌وی‌دی و بلوری گرینچ منتشر شد.

## رسانه‌های بیرونی

### بازی‌های ویدئویی
من نفرت‌انگیز: بازی یک بازی ویدیویی برای پلی‌استیشن ۲، پلی‌استیشن همراه و وی منتشر شد. نسخه نینتندو دی‌اس با نام من نفرت‌انگیز: بازی - شورش مینیون‌ها منتشر شد. نامکو همچنین در ۶ ژوئیه ۲۰۱۰ نسخه ای را برای پلتفرم آی‌فون، آی‌پد و آی‌پاد تاچ با عنوان من نفرت‌انگیز: مینیون مانیا منتشر کرد که توسط آنینو گیمز توسعه یافته بود. این بازی در ۱ ژانویه ۲۰۱۳ از اپ استور حذف شد.
یک بازی ویدئویی اکشن با عنوان من نفرت‌انگیز: مینیون راش در ۱۳ ژوئن ۲۰۱۳ منتشر شد. این بازی که توسط گیم‌لافت ساخته شده‌است، برای دستگاه‌های آیفون، آی‌پد، اندروید و ویندوز فون اقتباس شده‌است. این بازی که به عنوان شخصیت یکی از مینیون‌ها بازی می‌شود، امکان شخصی‌سازی شخصیت را فراهم می‌کند، که باید وظایف مختلفی از جمله شکست دادن وکتور و شخصیت شرور جدیدی که برای بازی ایجاد شده‌است را انجام دهد تا عنوان مینیون سال را به خود اختصاص دهد. این بازی در سه ماه اول پس از انتشار، بیش از ۱۰۰ میلیون بار دانلود شد، و برندهٔ جایزهٔ کودکان آکادمی بریتانیا در رده انتخاب کودک در شصت و هفتمین دوره جوایز بفتا شد. تا ژوئن ۲۰۲۱، این بازی به ۱ میلیارد دانلود در سراسر جهان در آی‌اواس، اندروید و سایر دستگاه‌ها رسید.
بازی رایگان موبایلی که توسط الکترونیک آرتس، با عنوان بهشت مینیون‌ها، در تابستان ۲۰۱۵ منتشر شد. با بازی در نقش فیل، بازیکنان به مینیون‌ها کمک می‌کنند تا آرمان‌شهر خود را در یک محیط گرمسیری طراحی کرده و بسازند.

## شخصیت‌ها

### شخصیت‌های اصلی
- فلونیوس گرو (Felonious Gru یا Felonius Gru)[۲۲][۲۳] (با صداپیشگیِ استیو کرل): پروتاگونیست بداخلاق اما معمولاً باهوش این فرنچایز که با لهجهٔ اروپای شرقی صحبت می‌کند. او پسر مارلنا، برادر دوقلوی درو، پدرخوانده مارگو، ادیت و اگنس، شوهر لوسی، و رئیس مینیون‌ها است. در ابتدای فیلم اول، گرو یک ابرشرور جاه‌طلب است و به دنبال تأیید از مادرش است تا اینکه پذیرش این سه دختر او را متقاعد می‌کند که خوشبختی آنها مهمتر است. گرو در فیلم دوم گذشتهٔ شرور خود را پشت سر می‌گذارد تا از دختران مراقبت کند، اما به زودی - ناخواسته - با مأمور مخفی لوسی وایلد، که بعداً با او ازدواج می‌کند، متحد می‌شود. در فیلم سوم، پس از اخراج او و لوسی از شغل خود در لیگ ضد شرور، گرو متوجه می‌شود که یک برادر دوقلو به نام درو دارد. همراه با لوسی و دختران، گرو با درو در عمارتش در فریدونیا آشنا می‌شود و در طول فیلم رابطه‌ای برادرانه برقرار می‌کنند. فلونیوس گرو در ابتدا به عنوان شخصیتی شبیه دراکولا در نظر گرفته شد، اما کارگردانان کریس رنو و پیر کافن بعداً شخصیت شروری را انتخاب کردند که «دنیای جیمز باند» را تکرار کند.[۲۴] گرو همچنین شباهت‌هایی با شخصیت بریتانیایی کمیک گریملی فیندیش و نسخه پیش از بحران لکس لوتر دارد.[۲۵]
- مینیون‌ها (با صداپیشگیِ پی‌یر کافین در همه فیلم‌ها و جاذبه‌های پارک موضوعی، کریس راند در دو فیلم اول [به جز اسپین آف‌ها و جاذبه‌ها]، جیمز آرنولد تیلور در بازی ویدیویی ۲۰۱۰، و جامین کلمنت در نقش جری مینیون در فیلم اول): مریدهای کوچک، زرد رنگ و خنده‌دار گرو که یک یا دو چشم دارند. مینیون‌ها به زبانی صحبت می‌کنند که کافین با آمیختن حرف‌های بی‌معنی با کلمات بسیاری از زبان‌های گوناگون از جمله فرانسوی، انگلیسی، اسپانیایی و ایتالیایی ایجاد کرده‌است.[۲۶][۲۷] کلمات انگلیسی با اینکه به ظاهر مزخرف به نظر می‌رسد، اما برای هر کشوری دوبله می‌شوند تا قابل تشخیص باشند.[۲۸] در فیلم مینیون‌ها نشان داده شده‌است که آنها از ابتدای زندگی بر روی زمین وجود داشته‌اند و بیش از هر چیز تمایل دارند که به وحشتناک‌ترین افراد شرور خدمت کنند.[۲۹] در فیلم کوتاه «موز» مشخص شد که مینیون‌ها میل غیرقابل کنترلی به میوه‌ها، به خصوص موز دارند. نام‌های آنها که در فیلم و دیگر رسانه‌های یاد می‌شوند عبارتند از: کِوین، اِستوارت، باب، مِل، اُتو، کِن، مایک، دِیو، جِری، کارل، لَنس، تام،[۳۰] فیل،[۳۱] تیم،[۳۲][۳۱] مارک، خورخه،[۳۳] و نوربرت.
- دختران: سه خواهر، که گرو آنها را برای پیشبرد نقشه خود در فیلم اول به فرزندی می‌پذیرد و به تدریج عاشق آن‌ها می‌شود.
  - مارگو (با صداپیشگیِ میرندا کازگرو): بالغ‌ترین خواهر. مارگو در فیلم اول، در میان سه نفر، در ابتدا به گرو مشکوک‌ترین بود. اما در پایان فیلم به او اعتماد کرد. او چیزی شبیه محافظ برای خواهرانش است.
  - ایدیث (با صداپیشگیِ دانا گایر): خواهر تام‌بوی وسطی و خوش‌خلق. نخستین از خواهران که پس از پذیرفته‌شدن از دارایی‌های التقاطی گرو لذت می‌برد. او در فیلم دوم به تمرین هنرهای رزمی می‌پردازد.
  - اَگنِس (با صداپیشگیِ السی فیشر در دو فیلم اول؛ نو شارل در فیلم سوم): جوانترین و خوش‌شانس خواهر که سریعترین اعتماد را به گرو در فیلم اول داشت. او به عنوان یک معصوم در برابر خواهران دنیوی‌تر خود معرفی می‌شود و عشق شدیدی به تک‌شاخ‌ها دارد. در فیلم سوم، او یک بز تک‌شاخ را به فرزندی می‌پذیرد که پس از اشتباه گرفتن او با اسب تک‌شاخ، او را لاکی می‌نامد. اگنس حتی پس از اینکه از موجودیت بز دریافت، به عشق‌ورزدین به لاکی ادامه می‌دهد.
- لوسی وایلد (با صداپیشگیِ کریستن ویگ): یک مأمور مخفی حیله‌گر که با گرو متحد شده تا یک فوق شرور بسیار خطرناک را شکار کند. او گرو را با ابزارهای عجیب و غریب خود دوست دارد و هنرهای رزمی خود را با ترکیب جوجیتسو، کراو ماگا، جنگ آزتک‌ها و کرامپینگ کامل کرده‌است. پس از ۱۴۷ قرار ملاقات، او با گرو ازدواج می‌کند و رسماً مادر دختران می‌شود.
- دکتر نفاریو (با صداپیشگیِ راسل برند، جی‌بی بلان در بازی ویدئویی): مخترع کم‌شنوا و شریک جرم گرو که با لهجهٔ بریتانیایی صحبت می‌کند. به نظر می‌رسد او علاقه‌ای عاشقانه به مادر گرو، مارلنا دارد. او قصد داشت به گرو، لوسی و دختران بپیوندد تا در فیلم سوم با درو ملاقات کند، اما در فیلم غایب بود و به‌طور تصادفی خود را در کربنیت منجمد کرد، شبیه به هان سولو از جنگ ستارگان.
- درو (با صداپیشگیِ استیو کارل): برادر دوقلوی جذاب و خوش‌شانس گرو که مدت‌هاست گم شده‌است، که همچنین در تجارت ابرشرورها فعالیت دارد. درو دقیقاً شبیه برادرش است، فقط با موهای بلوند، لباس سفید به تن دارد. او برادر شوهر لوسی و عموی خوانده مارگو، ادیت و اگنس است.
- مارلنا (با صداپیشگیِ جولی اندروز): مادر گرو و درو. غفلت او از جاه‌طلبی‌های گرو یکی از دلایل اصلی تبدیل شدن او به یک ابرشرور است. او در پایان فیلم اول، به گرو اعتراف می‌کند که گرو نقش والدین را برای دخترانش بهتر از او ایفا می‌کند. مارلنا بعداً در فیلم دوم در مراسم عروسی گرو و لوسی ظاهر شد. در فیلم سوم، مارلنا به گرو فاش می‌کند که پس از طلاق گرفتن از پدر گرو و درو، آنها قول دادند که دیگر همدیگر را نبینند و هر کدام یک پسر را با خود می‌برند، و مارلنا گفت که او «انتخاب دوم» را پذیرفته کرد.
- فریتز (با صداپیشگیِ استیو کوگان): پیشخدمت مؤدب و خوش‌اخلاق درو که با لهجهٔ بریتانیایی صحبت می‌کند. او گرو، لوسی و دختران را به ملاقات درو در عمارت او در فریدونیا می‌برد.
- سیلاس رَمسباتِم (با صداپیشگیِ استیو کوگان): رئیس لیگ ضد شرور در فیلم دوم. مینیون‌ها (و گرو) نام خانوادگی او را (Ramsbottom؛ به معنی فروکردن در باسن) مسخره می‌کنند. در فیلم سوم، او از ای‌وی‌ال بازنشسته می‌شود و والری داوینچی به عنوان مدیر جدید آن جایگزین می‌شود.
- والری داوینچی (با صداپیشگیِ جنی اسلیت): عضوی بی رحم از لیگ ضد شرور که در فیلم سوم جایگزین سیلاس رَمسباتِم به عنوان کارگردان می‌شود. او گرو و لوسی را به دلیل ناکامی آنها در دستگیری بالتازار برات اخراج می‌کند.

### آنتاگونیست‌ها
- ویکتور «وِکتور» پرکینز (با صداپیشگیِ جیسون سیگل، جیسون هریس در بازی ویدئویی): شرور فیلم اول، رقیب گرو، و پسر آقای پرکینز، رئیس بانک شرارت که به افراد شرور برای نقشه‌های ایشان وام می‌دهد (که قبلاً شامل گرو می‌شد).
- آقای پرکینز (با صداپیشگیِ ویل آرنت): پدر وکتور و رئیس بزرگ و به همان اندازه قوی بانک شرارت، مسئول اعطای وام به شرورها در نقشه‌های شومشان.
- خانم هتی (با صداپیشگیِ کریستن ویگ): صاحب کاریزماتیک اما بی‌رحم یتیم خانه‌ای که گرو دخترانش را از آنجا به فرزندی قبول می‌کند. او مارگو، ادیت و اگنس را برای فروش کلوچه‌ها به بیرون می‌فرستد و اگر نتوانند سهمیه‌شان را برآورده کنند، آنها را جزا می‌دهد و وادار به خواب در جعبه‌های مقوایی می‌کند.
- ادواردو «اِل ماچو» پرز (با صداپیشگیِ بنجامین برت): یک ابرشرور با لهجهٔ مکزیکی در فیلم دوم. اعتقاد بر این بود که او به عنوان «اِل ماچو» پس از بستن ۲۵۰ پوند دینامیت بر روی خود و سوار شدن بر روی یک کوسه به داخل یک آتشفشان رفته و مُرده است. با این حال، معلوم می‌شود که او در واقع مرگ خود را جعل کرده و صاحب یک رستوران مکزیکی است. او پسری به نام آنتونیو دارد که مارگو در ابتدا شیفته او شد تا اینکه آنتونیو او را رها کرد. معلوم شد که ادواردو از زندگی گرو به عنوان یک شرور آگاه بوده و قصد دارد بیشتر مینیون‌های گرو را ربوده و با یک ترکیب شیمیایی به نام «PX-41» که دزدیده‌است، آن‌ها را به مینیون‌های مودار، بنفش، وحشی و شیطانی تبدیل کند و مینیون‌های جهش‌یافته را به شهرها بزرگ برای تسخیر جهان بفرستد.
- بالتازار برات (با صداپیشگیِ تری پارکر): یک ابرشرور در فیلم سوم. او که یک ستاره سابق کودک دههٔ ۱۹۸۰ بود، پس از شروع بلوغ که منجر به لغو سریال تلویزیونی او شد، هویت شخصیت ابرشرور خود را پذیرفت. او با فرهنگ پاپ دههٔ ۱۹۸۰ وسواس دارد و از یک ربات غول پیکر مجهز به لیزر و آدامس حبابی برای گرفتن انتقام از هالیوود استفاده می‌کند.
- کلایو (با صداپیشگی اندی نایمن): روباتی که به عنوان دستیار بالتازار برات عمل می‌کند.
- اسکارلت اورکیل (با صداپیشگیِ ساندرا بولاک): در فیلم مینیون‌ها، او اولین زن فوق شرور جهان است که به دنبال تسلط بر جهان است.
- هِرب اورکیل (با صدای جان هم): شوهر اسکارلت و یک مخترع.
- ۶ شرور (The Vicious 6): گروهی متشکل از شش ابرشرور که در مینیون‌ها: ظهور گرو ظاهر می‌شوند.

### صداپیشه‌ها
| شخصیت‌ها               | فیلم‌های اصلی                                     | فیلم‌های اصلی                        | فیلم‌های اصلی   | فیلم‌های اصلی   | جاذبه                         | فیلم‌های اسپین‌آف | فیلم‌های اسپین‌آف    | ویژه تلویزیون         |
| شخصیت‌ها               | من نفرت‌انگیز                                     | من نفرت‌انگیز ۲                      | من نفرت‌انگیز ۳ | من نفرت‌انگیز ۴ | من نفرت‌انگیز هرج‌ومرج مینیون‌ها | مینیون‌ها        | مینیون‌ها: ظهور گرو | ویژه تعطیلات مینیون‌ها |
| شخصیت‌ها               | ۲۰۱۰                                             | ۲۰۱۳                                | ۲۰۱۷           | ۲۰۲۴           | ۲۰۱۲                          | ۲۰۱۵            | ۲۰۲۲               | ۲۰۲۰                  |
| --------------------- | ------------------------------------------------ | ----------------------------------- | -------------- | -------------- | ----------------------------- | --------------- | ------------------ | --------------------- |
| گرو                   | استیو کرل                                        | استیو کرل                           | استیو کرل      | استیو کرل      | استیو کرل                     | استیو کرل       | استیو کرل          | نقش بی‌صدا             |
| مارگو                 | میرندا کازگرو                                    | میرندا کازگرو                       | میرندا کازگرو  | میرندا کازگرو  | میرندا کازگرو                 |                 |                    |                       |
| ادیت                  | دانا گایر                                        | دانا گایر                           | دانا گایر      | ن/م            | دانا گایر                     |                 |                    |                       |
| اگنس                  | السی فیشر                                        | السی فیشر                           | نو شارل        | ن/م            | السی فیشر                     |                 |                    |                       |
| دکتر نفاریو           | راسل برند                                        | راسل برند                           | نقش بی‌صدا      | ن/م            | نقش بی‌صدا                     | نقش بی‌صدا       | راسل برند          |                       |
| مینیون‌ها              | پی‌یر کافین (کوین، استوارت، باب، تیم، مارک و فیل) | پیر کافین                           | پیر کافین      | پیر کافین      | پیر کافین                     | پیر کافین       | پیر کافین          | پیر کافین             |
| مینیون‌ها              | کریس رناد (دیو)                                  | کریس رنو (مینیون‌های اضافی و شیطانی) | پیر کافین      | پیر کافین      | پیر کافین                     | پیر کافین       | پیر کافین          | پیر کافین             |
| مینیون‌ها              | جامین کلمنت (جری)                                | کریس رنو (مینیون‌های اضافی و شیطانی) | پیر کافین      | پیر کافین      | پیر کافین                     | پیر کافین       | پیر کافین          | پیر کافین             |
| ویکتور «وکتور» پرکینز | جیسون سیگل                                       |                                     |                |                |                               |                 |                    |                       |
| آقای پرکینز           | ویل آرنت                                         |                                     |                |                |                               |                 | ن/م                |                       |
| خانم هتی              | کریستن ویگ                                       |                                     |                |                |                               |                 |                    |                       |
| مارلنا                | جولی اندروز                                      | کامئوی بی‌صدا                        | جولی اندروز    | ن/م            |                               | کامئوی بی‌صدا    | جولی اندروز        |                       |
| لوسی وایلد            |                                                  | کریستن ویگ                          | کریستن ویگ     | کریستن ویگ     |                               |                 |                    |                       |
| ادواردو پرز/ ال ماچو  |                                                  | بنجامین برت                         |                |                |                               | کامئوی بی‌صدا    |                    |                       |
| سیلاس رامسبوتم        |                                                  | استیو کوگان                         | استیو کوگان    |                |                               |                 |                    |                       |
| آنتونیو پرز           |                                                  | مویسس آریاس                         |                |                |                               |                 |                    |                       |
| بالتازار برات         |                                                  |                                     | تری پارکر      |                |                               |                 |                    |                       |
| درو                   |                                                  |                                     | استیو کارل     | ن/م            |                               |                 |                    |                       |
| فریتز                 |                                                  |                                     | استیو کوگان    |                |                               |                 |                    |                       |
| کلایو                 |                                                  |                                     | اندی نایمن     |                |                               |                 |                    |                       |
| اسکارلت اورکیل        |                                                  |                                     |                |                |                               | ساندرا بولاک    |                    |                       |
| هرب اورکیل            |                                                  |                                     |                |                |                               | جان هم          |                    |                       |
| ملکه الیزابت دوم      |                                                  |                                     |                |                |                               | جنیفر ساندرز    |                    |                       |
| والتر نلسون           |                                                  |                                     |                |                |                               | مایکل کیتون     |                    |                       |
| مدج نلسون             |                                                  |                                     |                |                |                               | الیسون جنی      |                    |                       |
| بل باتم               |                                                  |                                     |                |                |                               |                 | تراجی پی. هنسون    |                       |
| ژان کلود              |                                                  |                                     |                |                |                               |                 | ژان-کلود ون دام    |                       |
| نانچاک                |                                                  |                                     |                |                |                               |                 | لوسی لاولس         |                       |
| سون‌جنس                |                                                  |                                     |                |                |                               |                 | دولف لاندگرن       |                       |
| استرانگهولد           |                                                  |                                     |                |                |                               |                 | دنی ترخو           |                       |
| وایلد ناکلز           |                                                  |                                     |                |                |                               |                 | آلن آرکین          |                       |
| مستر چاو              |                                                  |                                     |                |                |                               |                 | میشل یئو           |                       |
| اعلام‌خواهدشد          |                                                  |                                     |                |                |                               |                 | رزا                |                       |

- یادداشت: رنگ خاکستری نشان می‌دهد که شخصیت در آن رسانه ظاهر نمی‌شود.

## بازخورد

### فروش گیشه
این فرنچایز در مجموع بیش از ۳٫۷ میلیارد دلار فروش داشته‌است، که آن را را به پردرآمدترین فرانچایز فیلم پویانمایی، و پانزدهمین فرانچایز فیلم پرفروش تمام دوران تبدیل کرده‌است.
| فیلم                 | تاریخ انتشار         | فروش گیشه             | فروش گیشه      | فروش گیشه      | رتبه‌بندی تمام دوران   | رتبه‌بندی تمام دوران | بودجه           | منبع          |
| فیلم                 | تاریخ انتشار         | ایالات متحده و کانادا | مناطق دیگر     | سراسر جهان     | ایالات متحده و کانادا | سراسر جهان          | بودجه           | منبع          |
| -------------------- | -------------------- | --------------------- | -------------- | -------------- | --------------------- | ------------------- | --------------- | ------------- |
| من نفرت‌انگیز         | ۹ ژوئیه ۲۰۱۰         | $۲۵۱٬۵۱۳٬۹۸۵          | $۲۹۱٬۶۰۰٬۰۰۰   | $۵۴۳٬۱۱۳٬۹۸۵   | ۱۱۰                   | ۱۶۳                 | ۶۹ میلیون دلار  | [ ۳۷ ]        |
| من نفرت‌انگیز ۲       | ۳ ژوئیه ۲۰۱۳         | $۳۶۸٬۰۶۱٬۲۶۵          | $۶۰۲٬۷۰۰٬۶۲۰   | $۹۷۰٬۷۶۱٬۸۸۵   | ۳۸                    | ۳۴                  | ۷۶ میلیون دلار  | [ ۳۸ ]        |
| من نفرت‌انگیز ۳       | ۳۰ ژوئن ۲۰۱۷         | $۲۶۴٬۶۲۴٬۳۰۰          | $۷۷۰٬۱۷۵٬۱۰۹   | $۱٬۰۳۴٬۷۹۹٬۴۰۹ | ۹۶                    | ۲۵                  | ۸۰ میلیون دلار  | [ ۳۹ ]        |
| من نفرت‌انگیز ۴       | ۳ ژوئیه ۲۰۲۴         |                       |                |                |                       |                     |                 |               |
| فیلم‌های من نفرت‌انگیز | فیلم‌های من نفرت‌انگیز | $۸۸۴,۱۹۹,۵۵۰          | $۱,۶۶۴,۴۷۵,۷۲۹ | $۲,۵۴۸,۶۷۵,۲۷۹ |                       |                     | ۲۲۵ میلیون دلار |               |
| مینیون‌ها             | ۱۰ ژوئیه ۲۰۱۵        | $۳۳۶٬۰۴۵٬۷۷۰          | $۸۲۳٬۳۵۲٬۶۲۷   | $۱٬۱۵۹٬۳۹۸٬۳۹۷ | ۴۹                    | ۱۴                  | ۷۴ میلیون دلار  | [ ۴۰ ]        |
| مینیون‌ها: ظهور گرو   | ۱ ژوئیه ۲۰۲۲         |                       |                |                |                       |                     |                 |               |
| مجموع                | مجموع                | $۱,۲۲۰,۲۴۵,۳۲۰        | $۲,۴۸۷,۸۲۸,۳۵۶ | $۳,۷۰۸,۰۷۳,۶۷۶ | ۱۸                    | ۱۳                  | ۲۹۹ میلیون دلار | [ ۴۱ ] [ ۴۲ ] |

### پاسخ انتقادی و عمومی
| فیلم           | منتقدان فیلم  | منتقدان فیلم | عمومی     |
| فیلم           | راتن تومیتوز  | متاکریتیک    | سینماسکور |
| -------------- | ------------- | ------------ | --------- |
| من نفرت‌انگیز   | ۸۱٪ (۲۰۲ نقد) | ۷۲ (۳۵ نقد)  | A         |
| من نفرت‌انگیز ۲ | ۷۵٪ (۱۸۶ نقد) | ۶۲ (۳۹ نقد)  | A         |
| مینیون‌ها       | ۵۵٪ (۲۲۲ نقد) | ۵۶ (۳۵ نقد)  | A         |
| من نفرت‌انگیز ۳ | ۵۹٪ (۱۹۸ نقد) | ۴۹ (۳۷ نقد)  | A–        |

### جوایز

#### جوایز اسکار
| جایزه                 | سری اصلی     | سری اصلی       | سری اصلی       | اسپین‌آف  |
| جایزه                 | من نفرت‌انگیز | من نفرت‌انگیز ۲ | من نفرت‌انگیز ۳ | مینیون‌ها |
| --------------------- | ------------ | -------------- | -------------- | -------- |
| بهترین فیلم پویانمایی |              | نامزدشده       |                |          |
| بهترین ترانه          |              | نامزدشده       |                |          |

#### جوایز گلدن گلوب
| جایزه                      | سری اصلی     | سری اصلی       | سری اصلی       | اسپین‌آف  |
| جایزه                      | من نفرت‌انگیز | من نفرت‌انگیز ۲ | من نفرت‌انگیز ۳ | مینیون‌ها |
| -------------------------- | ------------ | -------------- | -------------- | -------- |
| بهترین فیلم بلند پویانمایی | نامزدشده     | نامزدشده       |                |          |

#### جوایز بافتا
| جایزه          | سری اصلی     | سری اصلی       | سری اصلی       | اسپین‌آف  |
| جایزه          | من نفرت‌انگیز | من نفرت‌انگیز ۲ | من نفرت‌انگیز ۳ | مینیون‌ها |
| -------------- | ------------ | -------------- | -------------- | -------- |
| فیلم پویانمایی | نامزدشده     | نامزدشده       |                | نامزدشده |

#### جوایز انتخاب منتقدان
| جایزه                 | سری اصلی     | سری اصلی       | سری اصلی       | اسپین‌آف  |
| جایزه                 | من نفرت‌انگیز | من نفرت‌انگیز ۲ | من نفرت‌انگیز ۳ | مینیون‌ها |
| --------------------- | ------------ | -------------- | -------------- | -------- |
| بهترین پویانمایی بلند | نامزدشده     | نامزدشده       | نامزدشده       |          |

#### جوایز آنی
| جایزه                 | سری اصلی     | سری اصلی       | سری اصلی       | اسپین‌آف  |
| جایزه                 | من نفرت‌انگیز | من نفرت‌انگیز ۲ | من نفرت‌انگیز ۳ | مینیون‌ها |
| --------------------- | ------------ | -------------- | -------------- | -------- |
| بهترین فیلم پویانمایی | نامزدشده     | نامزدشده       | نامزدشده       |          |

#### جایزه انجمن تهیه‌کنندگان آمریکا
| جایزه                 | سری اصلی     | سری اصلی       | سری اصلی       | اسپین‌آف  |
| جایزه                 | من نفرت‌انگیز | من نفرت‌انگیز ۲ | من نفرت‌انگیز ۳ | مینیون‌ها |
| --------------------- | ------------ | -------------- | -------------- | -------- |
| بهترین فیلم پویانمایی | نامزدشده     | نامزدشده       | نامزدشده       | نامزدشده |